# 高诩 (前燕)
高詡（？—344年）。遼東郡人，五胡十六国時代前燕官员。
高詡为躲避永嘉之乱，他背井离乡隐居。据说他精通天文。317年三月、琅邪王司馬睿（後来的晋元帝）即位晋王时，割据遼西的慕容部大人慕容廆为都督辽左杂夷流民诸军事、龙骧将军、大单于，封昌黎公，慕容廆辞谢不受。高詡策马前去拜访慕容廆，说：“霸王之业，不义不能成功。现在晋室虽然衰微，仍然是民心所向。应当派遣使者至江东，以示尊皇。然后倚仗君臣大义征伐各部族，谁敢反抗，这是成为霸主的根基。”慕容廆听从，派遣长史王济由海路前往建康劝晋王即帝位。并任命高詡为郎中令。
333年五月初六，慕容廆去世，世子慕容皝继位，高詡被任命为玄菟郡太守。十一月，慕容皝同母弟慕容仁反叛慕容皝，在平郭自立。慕容皝任命高诩为广武将军与建武将军慕容幼、慕容稚、广威将军慕容军、宁远将军慕容汗、司马辽东人佟寿（冬寿）领兵五千共同讨伐慕容仁。討伐軍和慕容仁在汶城以北交战，大败，慕容幼、慕容稚、慕容軍被俘，冬寿向慕容仁投降。前任大农孙机、襄平县令王永占据辽东城响应慕容仁。高詡从城中逃出，与东夷校尉封抽、护军乙逸、辽东相韩矫都弃城逃跑。
334年十一月，慕容皝率兵讨伐辽东，到达襄平，辽东人王岌请降。慕容皝进入辽东城。慕容皝想尽数坑杀辽东居民，以惩罚他们支持慕容仁，高诩劝谏说：“辽东的背叛，其实不是他们的本意，只不过畏于慕容仁的残暴，不得不听从。如今罪魁祸首还活着，刚刚攻克辽东，便急于诛灭民众，那么未被攻克的城池，就没有归顺的道路了。”慕容皝于是罢休，将辽东的豪门大姓迁徙到棘城，任命杜群为辽东相，安抚余留的民众。
後来高詡担任司馬。336年正月，慕容皝准备興兵讨伐慕容仁所占据的平郭征伐时，高詡说：“慕容仁背叛和抛弃君主亲人，神灵和百姓共同恨怒，此前海水从未冻冰，自从慕容仁反叛以来，连续结冻已经三年。况且慕容仁专门防备陆路，上天应该是想让我们乘海结冰时去袭击他。”慕容皝听从了他的意见。众僚佐都说由冰上过海是危险的事，不如改走陆路。慕容皝说：“我议已定，敢阻拦的人斩首！”
慕容皝率领弟弟軍師将軍慕容評从昌黎东行踏冰前进，行走三百里左右，到达历林口。舍弃辎重，轻兵赶赴平郭。离平郭城七里，侦骑告知慕容仁，慕容仁急忙出击，被慕容皝击败，俘获慕容仁并处决。高詡因功被封为汝陰侯，晋升为左長史。
后来他担任内史。338年五月，後趙石虎率大军数十万攻打前燕，前燕民众大为恐慌。慕容皝问高诩：“我们将如何防御？”高詡回答说：“赵军虽然强大，但不值得忧虑。只要坚固防守来抵御，他们便无所作为。”後趙大军围攻棘城，四面八方如蚂蚁般蜂拥而至，却被慕輿根、慕容恪等人的奋战，成功击退。
后来他担任左司馬。344年正月，慕容皝准备讨伐宇文逸豆归，和高翊谋议。高詡说：“宇文氏强盛，现在不攻灭，必然成为国家的祸患。如果攻伐必能取胜，只是对将帅有所不利。”他催促慕容皝尽快进攻。高詡与慕容皝商议征伐宇文部之事后，出来告诉别人说：“我出征去后必定回不来了，但是忠臣不避祸。”高詡临行前，不见他的妻子，让人转告家中事务，然后出发。慕容皝自为统帅攻伐宇文逸豆归，高詡参与其中。前燕在慕容翰、慕容霸等人的英勇作战下，大破宇文部軍，攻陷宇文部都城，将宇文部滅亡。高詡、刘佩在混战中，被流矢射中身亡。
慕容皝曾对他说：“你有很好的占星书籍却不见你给我看，怎么能说尽忠。”高翊说：“臣听说人君执掌大要，人臣执掌具体事务。执掌大要的人安逸，执掌具体事务的人辛苦。所以后稷播种庄稼，唐尧不参与其事。从事占候、天文，清晨、夜晚十分辛苦，不是至尊之人应当亲自参与的，殿下又何必做呢。”慕容皝默然不语。